# Александров балкански поход
Александрова балканска кампања представља рат Александра Великог из 335. године п. н. е. против бројних побуњених вазалних држава на Балканском полуострву. Кампања је део Александрових ратова, а завршена је победом Александра након чега га балканске државе признају за хегемона. Успех у балканској кампањи оставила му је слободне руке за напад на моћну Ахеменидску Персију.

## Позадина
Александров отац Филип Македонски освојио је територију Балканског полуострва наметнувши се грчким државама као хегемон. Године 337. п. н. е. одржао је Свехеленски конгрес на коме су ударени темељи будуће Коринтске лиге. На конгресу је објављен рат Персијском царству. Међутим, већ следеће године је Филип убијен у дворској завери на свадби своје ћерке Клеопатре.
Вест о Филиповој смрти навела је многе државе Балкана да се побуне против македонске хегемоније надајући се да нови владар, Филипов син Александар, није довољно снажан да одржи царство свога оца. Побуну су подигла трачка племена на северу Македоније, Тесалија, Атина и Теба.

## Поход ка Пелопонезу
Александар је одлучио да побуну угуши силом иако су му саветници предлагали дипломатско решавање сукоба. Сакупио је коњицу од 3.000 људи и кренуо ка Тесалцима који су заузели прелаз Темпе између планина Осе и Олимпа. Александар је заобишао тесалску војску прошавши кроз Осу. Схвативши да им се непријатељ нашао иза леђа, Тесалци се предају без борбе. Александар наставља ка југу. Код Термопила се зауставио јер је признат за лидера Амфиктионског савеза. Атина је била спремна на мир, а Коринћани су га признали за вођу Грка у рату против Персије. У Коринту му је стигла вест о побуни у Тракији.

## Борбе у Тракији
Побуну у Тракији предводили су Илири и Трибали. Александар није могао покренути поход на Персију док северне границе своје државе не обезбеди од напада ових племена. Поход је покренуо на пролеће 335. године п. н. е. Побуњеницима су пришли и Агријани које је предводио Александров пријатељ Лангарус. Александар је са својом армијом стигао до планина Хема. Нека племена су се, видевши моћну македонску војску, предала без борбе. Илири и Трибали заузели су планински прелаз планине Хема. Са планина су на македонске фаланге бацали кола. Александар је својој војсци наредио да пропуштају кола. Када нека кола не могу да избегну, прибијали су се и пуштали их да клизну преко штитова. На тај начин је пропао трачки напад са планине. Доспевши на узвишење, македонци су лако поразили лако наоружане Трачане. У бици је страдало 1500 Трачана, а Македонци су заробили многе жене и децу и задобили велику количину плена.
Након ове победе, Александар је доспео у земљу Трибала које је предводио краљ Сирм. Нанео им је пораз код реке Лидин у коме је страдало 3000 Трибала. Неколико дана касније је Македонцима пошло за руком да заузму центар војске Гета и разоре га.

## Илирија
По повратку македонске војске са Дунава, Александар сазнаје за нову побуну Илира под вођством Клитије и Глаукије. Дарданци под Клитијом заузимају Пелијум. Побуну су спремали и Аутаријати. Њу је осујетио напад агријанског краља Лангара. Александар опседа Пелијум након краћег сукоба са Илирима. Глаукија са својом војском заузима оближње планине опседајући македонску војску. Напад Александра на Глаукијине Тауланте завршен је победом. Неколико дана касније Македонци заузимају и Пелијум. Тиме је устанак у Илирији угушен, а Александар је осигурао своје северне границе.

## Битка код Тебе
Александрово ратовање против Трачана и Илира су настојале искористити Атина и Теба да покушају да се поново ослободе македонске хегемоније. Александар је, сазнавши за нову побуну, реаговао муњевито и напао Грке. Његов напад је поколебао грчке полисе који су одустали од рата. У рату је једино остала Теба. Александар ју је напао и сравнио са земљом. Територију Тебе поделио је беотијским градовима, а њене становнике продао у робље. Атина је принуђена да понизно моли за мир. Вођа делегата, Фокион, успео је да издејствује мир и Демостена спаси прогона из Атине.

## Резултат
Поразом грчких полиса завршена је Александрова кампања на Балкану. Његова власт призната је од стране илирских, трачких и грчких поданика. Осигуравши границе своје државе, Александар је остао слободан да настави планове свога оца. Следеће, 334. године п. н. е., Македонија је објавила рат Персијском царству.